# 中村紀雄
中村 紀雄（なかむら のりお、1940年〈昭和15年〉10月30日 - ）は日本の政治家。群馬県議会議員（7期）、第75代群馬県議会副議長、第79代群馬県議会議長を歴任した。

## 経歴
1940年10月30日、群馬県前橋市曲輪町（現大手町2丁目）に生まれる。1955年、前橋市立元総社中学校卒業。その後は、実家の製菓業に従事する。1961年、群馬県立前橋高等学校定時制卒業。1969年、東京大学文学部西洋史学科卒業。卒業後、私塾修学館を設立した。
1987年に初めて群馬県議会議員選挙に立候補した際は270票及ばず落選。1988年7月10日、群馬県議会議員補欠選挙に前橋市選挙区から無所属で立候補して、初当選を果たした。その後、自由民主党に所属し7期務めた。県議会では、2001年5月29日から2002年5月31日まで第75代群馬県議会副議長を、2005年5月31日から2006年5月30日まで第79代群馬県議会議長を務めた。その他、文教治安常任委員長などを務めた。2015年4月12日の群馬県議会議員選挙には立候補せずに引退。

## 人物
- 趣味は読書、散策、マラソンなど[3]

## 栄典
- 2015年 - 旭日小綬章[6]

## 著書
- 「上州の山河と共に 前編」（煥乎堂、1994年）国立国会図書館書誌ID:000002326867
- 「遥かなる白根」（煥乎堂、2001年）
- 「今、みる　地獄の戦場」（2002年）
- 「炎の山河 : 上州の山河と共に（続編）　地方から見た激動の昭和史」（煥乎堂、1996年）
- 「望郷の叫び : シベリア強制抑留」（上毛新聞社出版局、2005年）国立国会図書館書誌ID:000007910596
- 「議長日記　第一巻」（上毛新聞社、2006年）
- 「議長日記　第二巻」（上毛新聞社、2006年）
- 「議員日記　第三巻」（上毛新聞社　2008年）
- 「楫取素彦　吉田松陰が夢をたくした男」（書肆侃侃房、2014年）

## 受賞
- 上毛出版文化賞（1996年度）[2][7]